# Гольдах (Санкт-Галлен)
Гольдах (нім. Goldach SG) — громада  в Швейцарії в кантоні Санкт-Галлен, виборчий округ Роршах.

## Географія
Громада розташована на відстані близько 165 км на схід від Берна, 10 км на північний схід від Санкт-Галлена.
Гольдах має площу 4,7 км², з яких на 55,9% дозволяється будівництво (житлове та будівництво доріг), 28,9% використовуються в сільськогосподарських цілях, 12,9% зайнято лісами, 2,3% не є продуктивними (річки, льодовики або гори).

## Демографія
2019 року в громаді мешкало 9504 особи (+4,8% порівняно з 2010 роком), іноземців було 25,5%. Густота населення становила 2018 осіб/км².
За віковим діапазоном населення розподілялося таким чином: 18,9% — особи молодші 20 років, 59,7% — особи у віці 20—64 років, 21,4% — особи у віці 65 років та старші. Було 4295 помешкань (у середньому 2,2 особи в помешканні).
Із загальної кількості 4147 працюючих 74 було зайнятих в первинному секторі, 1654 — в обробній промисловості, 2419 — в галузі послуг.